# آنستين باير
آنا كريستين «آنستين» مارغريت باير (بالدنماركية: Annestine Beyer)‏ (4 مايو 1795 - 9 أغسطس 1884)، داعية إصلاحية دنماركية ومن أوائل من دافع عن حق المرأة في التعليم.  

## حياتها المبكرة
امتلك والداها، هانز بيتري باير (حوالي 1747-1806) وإليزابيث سميث آرو (* حوالي 1763) مصنع سكر، ودرست آنستين في مدرسة للبنات فقط باسم «دوترسكولن 1971» في كوبنهاغن. عند بلوغها سن الرشد، عملت مدرّسة في نفس هذه المدرسة، باقتناع منها بأهمية تعليم الإناث، مع الحرص على وضع أفكارها الإصلاحية موضع التطبيق. 
وبحسب ما ورد، سيطرت آنستين على المدرسة ونُصبت مكان المديرة الفعلية (الآنسة مامين) بعيدًا عن الأنظار. 
ولكن في ذلك الوقت، كانت فرص الإناث للتعلم محدودة للغاية وكانت مؤسسات التعليم المتاحة لهن مقصورة إلى حد كبير على عاصمة كوبنهاغن. 
كانت معظم المعلمات في الدنمارك في أوائل القرن التاسع عشر يعملن كمعلمات دروس خصوصية  بدلاً من العمل في المدارس العامة.

## مهنتها
وُضع في عام 1845 قانون جديد يتعلق بالكفاءة الرسمية المطلوبة للعمل كمدرس رسمي ومحترف. وثُبتت سلطة تعليمية مستجدة بمهمة مراقبة هذا النظام الجديد. 
في هذا الوقت، كان معظم المدرسين الخصوصيين في الدنمارك إناثًا، لم يتلقن تعليمًا رسميًا لأن المدارس المفتوحة للبنات كانت لا تزال قليلة ولم تكن هناك مؤسسات أكاديمية مفتوحة للإناث البالغات.
أسست آنستين في عام 1846 مدرسة نسائية باسم «المؤسسة التعليمية العليا للسيدات» لتعليم المعلمات المحترفات البالغات للخدمة في المدارس الخاصة في كوبنهاغن، واللاتي تمكنَّ من اكتمال الشروط الجديدة التي فرضتها عليهن هيئة التعليم المدرسي. 
كانت ناتالي زحلة واحدة من طلابها، وهي مؤسسة مدرسة ن. زحلة وهي من أبرز رائدات تعليم المرأة في الدنمارك بالإضافة إلى لويز ويسترجارد التي كانت هي الأخرى طالبة في «المؤسسة التعليمية العليا للسيدات». 
وُضع في عام 1859 قانون جديد يسمح للمعلمات الحصول على شهادة رسمية. ولكن، لم تكن هناك مؤسسات تقدم  مثل هذه الشهادات للنساء. عملت آنستين باير لتلبية المطالب اللازمة لإصدار هذه الشهادات للمعلمات في مدرستها الخاصة. وهو ما حققته لأول مرة في عام 1861، والتي كانت الأولى بالنسبة لنساء الدنمارك للحصول على هذا النوع من الشهادات.